# Pagrus major
La dorada del Japón o pargo japonés (Pagrus major) es una especie de pez perciforme de la familia Sparidae.

## Descripción
Los machos pueden llegar alcanzar los 100 cm de longitud total.

## Distribución
Se encuentra en las costas del Pacífico noroccidental, desde el noreste del mar de la China Meridional, a excepción de Filipinas, hasta Japón.